# Ora Ballet Cat
El Ora Ballet Cat es un eléctrico de batería compacto hatchback producido por Chino EV fabricante Ora, una marca de Great Wall Motors desde 2022.

## Descripción general
El Ora Ballet Cat fue presentado por primera vez por el concept Ora Punk Cat en Auto Shanghai el 21 de abril de 2021 en Shanghái, China, junto con el Ora Lightning Cat . Su estilo es controvertido ya que el coche se parece mucho al Volkswagen Beetle Tipo 1.

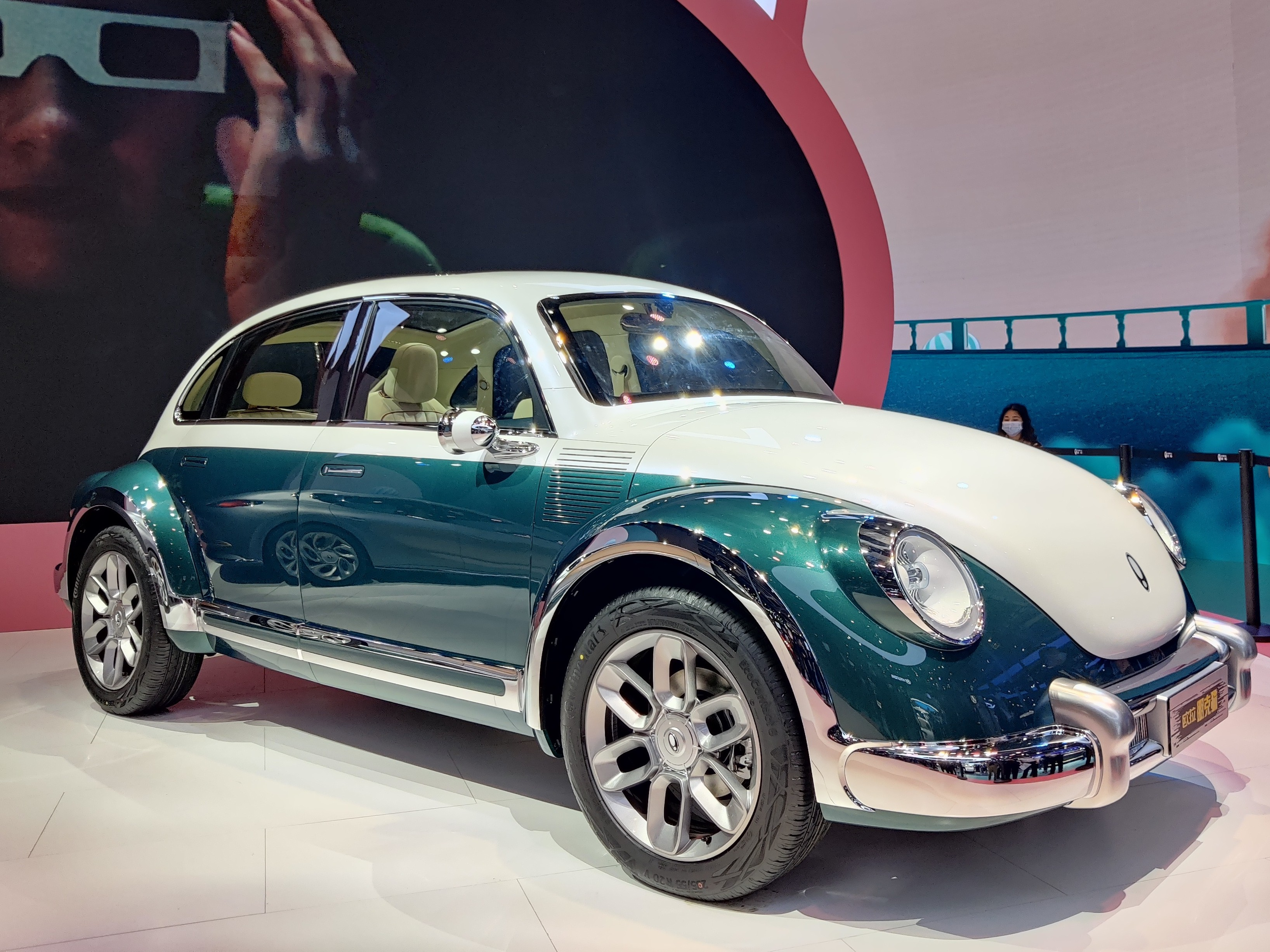
Ora Punk Cat concept

En agosto, se reveló como versión de producción una variante ligeramente revisada del Punk Cat llamada Ballet Cat. Esta versión está dirigida al grupo demográfico femenino compradora de automóviles. Later that month, a Wey - branded version of the Ballet Cat called the V72 was revealed. It features a large chrome grille and a larger trunk. Cuando se reveló en Auto Guangzhou el V72, se reveló oficialmente como Wey Dream.
El Ora Ballet Cat está equipado con un 126 kilovatios (169 HP; 171 CV) motor en el eje delantero, con la velocidad máxima limitada a 155 kilómetros por hora (96 mph). El Ballet Cat podría adquirirse con una batería LFP durante 49,92 kilovatios hora (179,7 MJ) compatible con una gama CLTC de 401 kilómetros (249 mi) o una batería LFP para 60,5 kilovatios hora (217,8 MJ) compatible con una gama CLTC de 500 kilómetros (311 mi). El nivel de equipamiento básico se llama "Alice Edition" y está equipado con un 49,92 kilovatios hora (179,7 MJ) batería para 401 kilómetros (249 mi) de gama CLTC. Además, el sistema de conducción autónoma Ora-Pilot L2 con ACC también es estándar y el precio es de 193.000 RMB (28,700 USD). El nivel de equipamiento medio se llama "Edición Cascanueces" y tiene un precio de 203.000 RMB (30,190 USD), equipado con el mismo 49,92 kilovatios hora (179,7 MJ) batería al tiempo que agrega asientos delanteros con calefacción y sistema de estacionamiento automático. El nivel de equipamiento semi-superior, la "Edición de la Bella Durmiente", cuesta 213.000 RMB (31,675 USD) está equipado con el 60,5 kilovatios hora (217,8 MJ) soporte de batería 500 kilómetros (311 mi) de la gama CLTC pero carece de asientos con calefacción y sistema de aparcamiento automático. El nivel de equipamiento superior del Ora Ballet Cat se llama "Swan Lake Edition". La edición Swan Lake está equipada con el 60,5 kilovatios hora (217,8 MJ) Batería con todas las opciones por 223.000 RMB (33.160 USD).

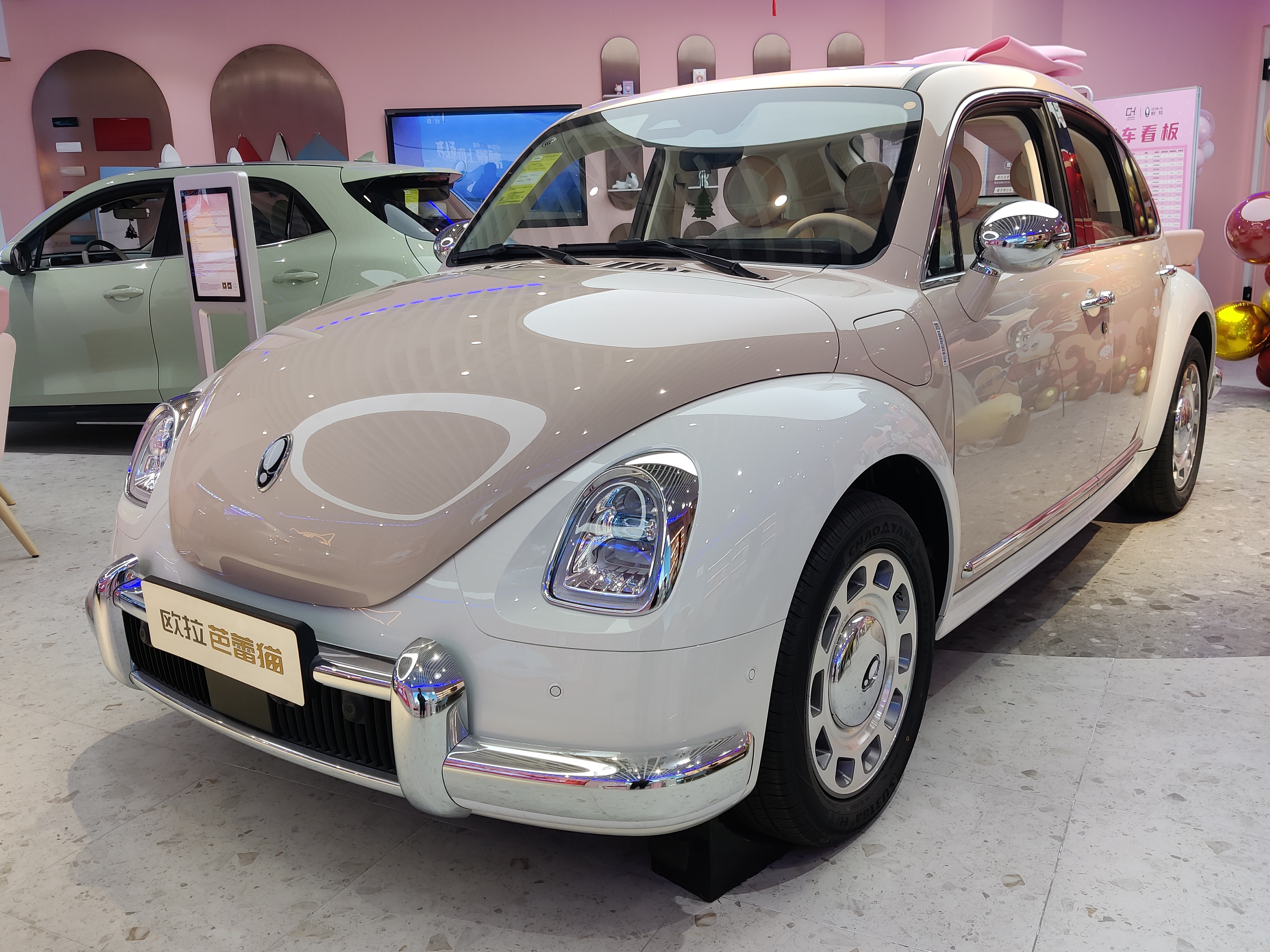
Ora Ballet Cat (front)
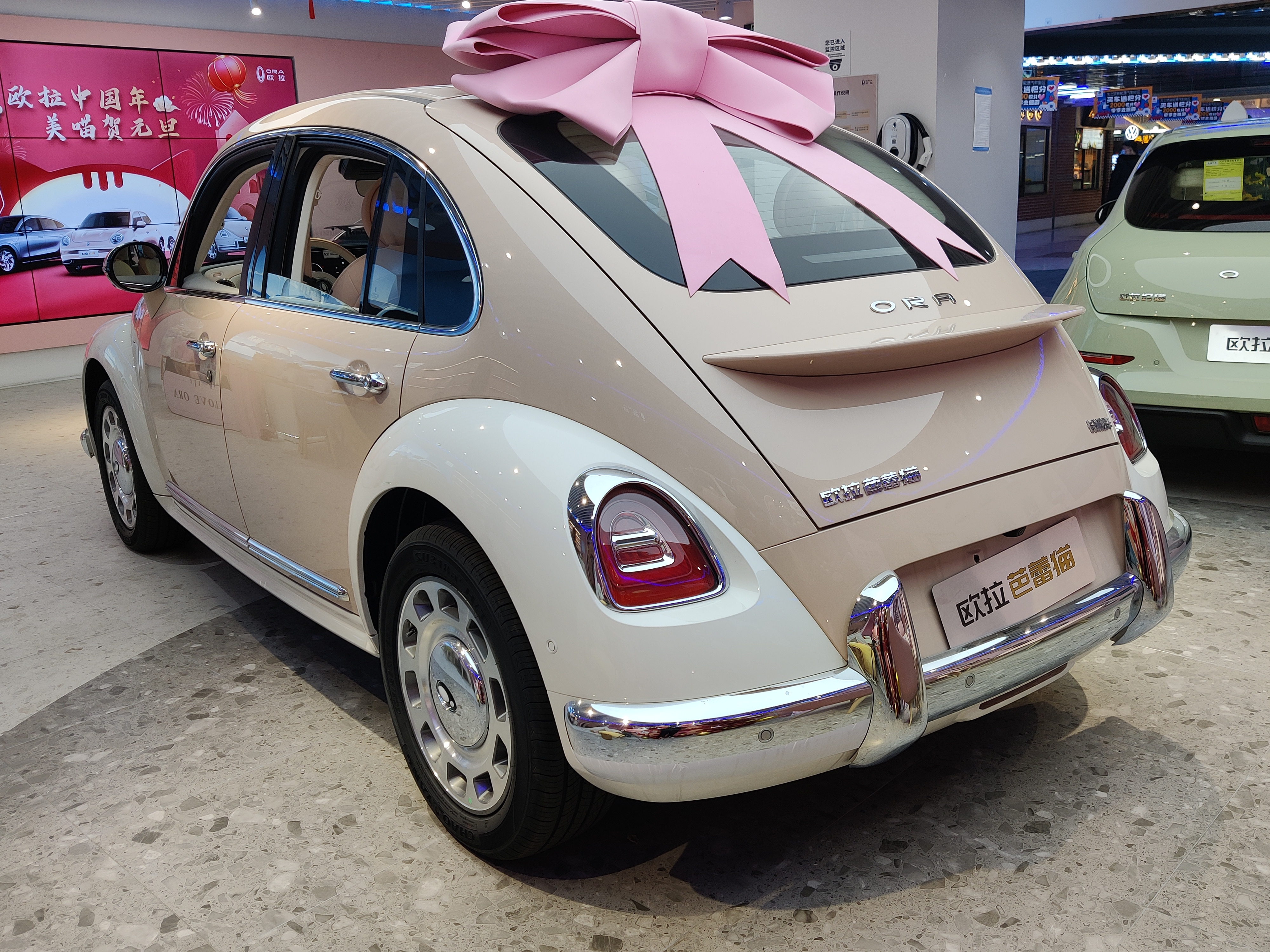
Ora Ballet Cat (rear)
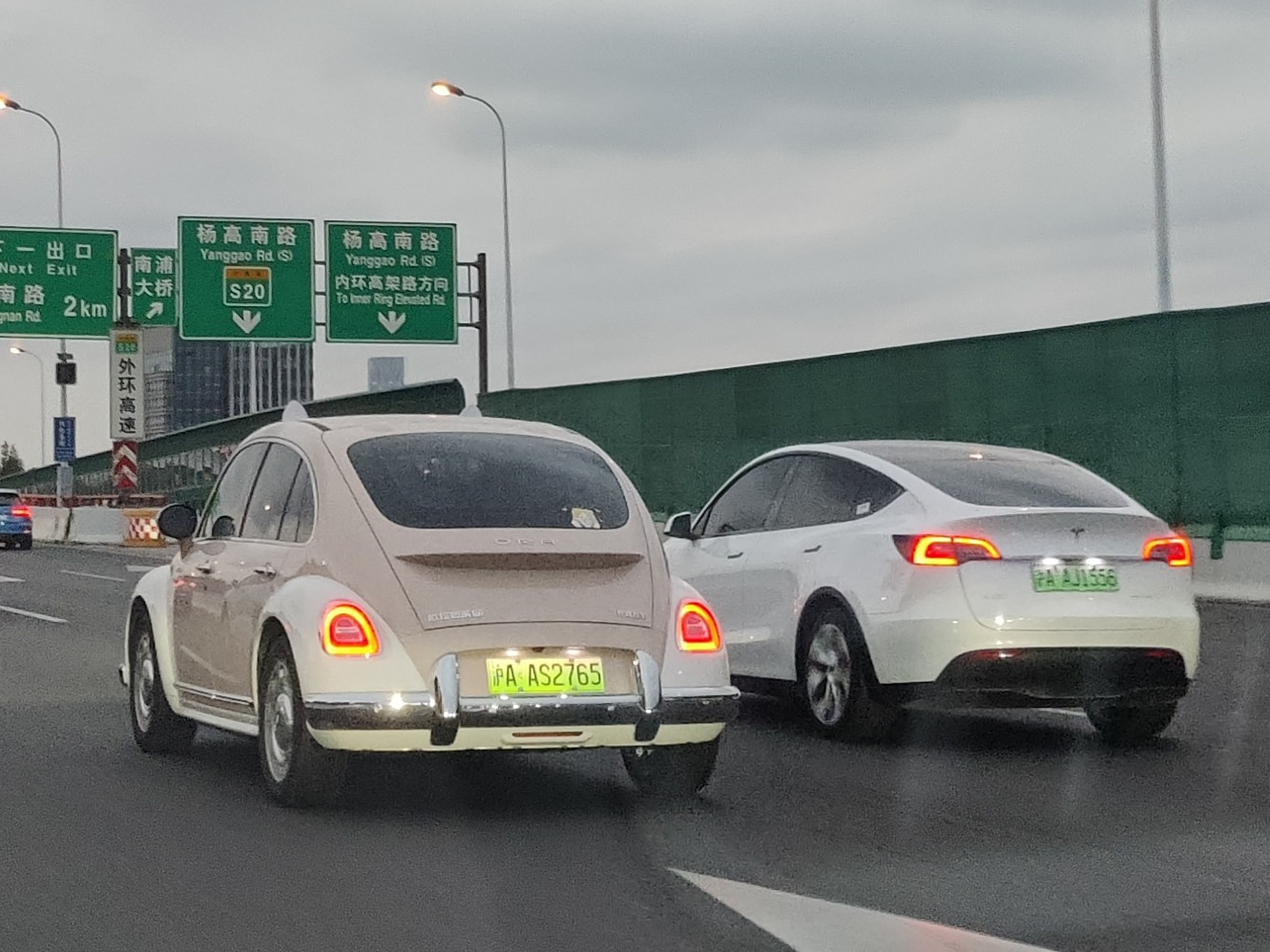
Ora Ballet Cat rear quarter